# Agbarjin
Agbarjin (Agvarjin) hay Akbarjin (1423-1454) là một Khả hãn của triều đại Bắc Nguyên tại Mông Cổ. Ông là em trai út của Taisun Khan và Manduul Khan.
Taisun Khan đã bổ nhiệm jinong Agbarjin qua ulus của mình vào năm 1433. Năm 1451, khi anh trai ông là Taisun Khan muốn diệt trừ ảnh hưởng của Dã Tiên, một đại công thần người Oirat không thuộc gia tộc Bột Nhi Chỉ Cân. Phe Oirat muốn chiêu dụ Agbarjin về phe mình bằng cách thoả hiệp ngôi Khả Hãn cho ông sau khi tiêu diệt được Taisun Khan. Dù con trai của Agbarjin, Qara-qurtag Duuren taiji, ra sức can ngăn, bộ lạc Oirat và Agbarjin sau đó đã nổi dậy làm phản, tấn công và đánh bại Taisun Khan, buộc ông ta phải chạy trốn về phía tây. Tuy nhiên, Taisun Khan cuối cùng đã bị giết bởi người cha vợ cũ của ông là Tsabdan, người con gái Altaghana sau đó đã bị trục xuất khỏi ordo (cung điện).
Người Oirat không tin tưởng ông, vì ông đã phản bội người anh cả của mình. Ngay sau cái chết của Taishun, Agbarjin đã được Dã Tiên mời đến dự một bữa tiệc. Khi ông và đoàn tùy tùng của mình đến dự tiệc, Dã Tiên và các thủ lĩnh Oirat đã ra tay sát hại tất cả những người thuộc dòng tộc Bột Nhi Chỉ Cân trong đoàn tùy tùng của ông, ngoại trừ Qara-qurtag, người đã may mắn chạy thoát được nhưng sau đó vẫn bị giết, ở Moghulistan hoặc Trung Siberia. Cái chết của Agbarjin đã mở đường cho Dã Tiên lên ngôi Đại hãn năm 1454.